# 고정호
고정호(1977년 12월 10일 ~ )는 대한민국의 희극인이다.

## 학력
- 전남대학교 국제통상학부

## 출연 작품

### 방송
- 《오늘은 좋은날》 (MBC)
- 《행복충전! 유쾌한 일요일》 (MBC)
- 《웃는 날 좋은 날》 (MBC)
- 《개그사냥》 (MBC)
- 《코미디 닷컴》 (MBC)
- 《코미디하우스》 (MBC)
- 《개그야》 (MBC)
- 《웃으면 복이와요》 (MBC)
- 《코미디에 빠지다》 (MBC)
- 《코미디의 길》 (MBC)

### 영화
- 《마담 뺑덕》 (2014년) - 라디오 게스트 역

### 뮤지컬
- 《코믹뮤지컬 프리즌》 (2011년)
- 《나는 개그맨이다》 (2012년)